# Herman III de Lippe
Herman III de Lippe (en all. Hermann III. zur Lippe ; * vers 1233 - † 3 octobre 1274) est un seigneur de Lippe de 1265 à 1274.

## Biographie
Herman III de Lippe est né vers 1233 en tant que deuxième enfant de Bernard III de Lippe et la comtesse Sofie de Cuijck-Amsberg.
Après la mort de leur père, il y eut entre les frères Herman III et Bernard IV une dispute au sujet de l'héritage, de sorte que la seigneurie de Lippe a été divisée : Herman III reçut Lippstadt et Rheda, son frère Bernard IV reçut Horn et la partie orientale de la région de Lippe.
Herman III mourut sans enfant le 3 octobre 1274, ce qui permit la réunification de la seigneurie. L'héritier des terres de Lippe fut le neveu d'Herman, Simon Ier. Il choisit le château de Brake (de) à Lemgo comme résidence.